# Barbie Girl
«Barbie Girl» (укр. Дівчина-барбі) — сингл датсько-норвезького музичного танцювального поп-гурту Aqua, що вийшов у 1997 році.

## Опис і створення
Пісня була написана Клаусом Норріном і Сореном Растедом, після того як група відвідала виставку, присвячену кітчевій культурі.
«Barbie Girl» стала третім синглом групи і була включена до альбому Aquarium.
Пісня розповідає про ляльок Барбі з Кеном і їх «пластикове» життя. У пісні і в кліпі до неї їх ролі виконують Лені Нюстром Растед і Рене Діф. На упаковці з диском зазначено, що «пісня є соціальним висловлюванням і не спонсорувалась виробником ляльок».
Кліп пісні був зрежисований Педером Педерсеном і Пітером Стенбеком.

## Позов Mattel проти MCA Records
Компанія Mattel, виробник ляльок Барбі, подала в суд на групу, стверджуючи, що музиканти порушили авторські права на використання образу Барбі, виставили ляльку як секс-об'єкт і заплямували образ продукції, називаючи Барбі «Blonde Bimbo» ( блондинкою-бімбо , бімбо — красива і дурна жінка).
Aqua стверджувала, що Mattel вводять своє трактування тексту пісні. MCA Records оскаржила претензії Mattel і подала зустрічний позов за наклеп, після того як представники Mattel порівняли MCA з грабіжником банку.
Позов Mattel був відхилений судами нижчих інстанцій, тоді Mattel подала апеляцію до Верховного суду Сполучених Штатів, але вона була пізніше відхилена. У 2002 році апеляційний суд постановив, що пісня може використовувати торговельну марку, так як є пародією, що закріплено Першою поправкою до Конституції Сполучених Штатів. Суддя Алекс Козинський також відхилив позов по наклепі з коментарем: «Сторонам рекомендується охолонути».

## Список композицій
Це формати та списки основних синглів «Barbie Girl».
| Велика Британія/США - CD1 1. «Barbie Girl» (radio edit) — 3:22 2. «Barbie Girl» (extended version) — 5:12 3. «Barbie Girl» (Perky Park Club Mix) — 6:23 4. «Barbie Girl» (Spikes Anatomically Correct Dub) — 7:55 - CD2 1. «Barbie Girl» (CD-ROM video) 2. «Barbie Girl» (radio edit) — 3:22 3. «Barbie Girl» (Dirty Rotten Scoundrels 12" G-String mix) — 8:37 4. «Barbie Girl» (Dirty Rotten Peroxide Radio mix) — 4:10 - 12" maxi 1 1. «Barbie Girl» (Spike's Anatomically Correct dub) — 8:01 2. «Barbie Girl» (extended version) — 5:17 3. «Barbie Girl» (Spike's Plastic mix) — 8:47 4. «Barbie Girl» (radio edit) — 3:16 | - 12" maxi 2 1. «Barbie Girl» (original extended mix) — 5:14 2. «Barbie Girl» (Dirty Rotten G-String mix) — 8:37 3. «Barbie Girl» (Dirty Rotten Peroxide mix) — 4:10 Європа - CD single / Cassette 1. «Barbie Girl» (radio edit) — 3:16 2. «Barbie Girl» (extended version) — 5:14 - 12" maxi 1. «Barbie Girl» (Perky Park club mix) — 6:13 2. «Barbie Girl» (Spike's Anatomically Correct dub) — 7:55 Австралія і Канада - CD maxi 1. «Barbie Girl» (radio edit) — 3:16 2. «Barbie Girl» (Spike's Plastic mix) — 8:47 3. «Barbie Girl» (Spike's Anatomically Correct dub) — 8:01 4. «Barbie Girl» (extended version) — 5:14 |

## Чарти
Пісня очолила чарти по всьому світу, особливо в європейських країнах, таких як Велика Британія, де займала перше місце протягом трьох тижнів. Також вона була на вершинах чарту в Австралії. Крім того, у вересні 1997 року пісня дебютувала в американському хіт-параді Billboard Hot 100, де досягла 7-го місця, що залишається найбільшим успіхом синглів Aqua в США на сьогоднішній день і єдиною їх піснею досягла топ-20 в цьому хіт-параді.
| Chart (1997)                                  | Вища позиція |
| --------------------------------------------- | ------------ |
| Австралія (ARIA)                              | 1            |
| Австрія (Ö3 Austria Top 40)                   | 1            |
| Бельгія (Ultratop 50 Flanders)                | 1            |
| Бельгія (Ultratop 40 Wallonia)                | 1            |
| Канада (RPM)                                  | 4            |
| Canada Dance (RPM)                            | 1            |
| Данія (Tracklisten)                           | 1            |
| Європа (Eurochart Hot 100)                    | 1            |
| Фінляндія (Suomen virallinen lista)           | 3            |
| Франція (SNEP)                                | 1            |
| Німеччина (Media Control Charts)              | 1            |
| Ірландія (IRMA)                               | 1            |
| Італія (FIMI)                                 | 1            |
| Нідерланди (Dutch Top 40)                     | 1            |
| Нова Зеландія (RIANZ)                         | 1            |
| Норвегія (VG-lista)                           | 1            |
| Іспанія (AFYVE)                               | 1            |
| Швеція (Sverigetopplistan)                    | 1            |
| Швейцарія (Schweizer Hitparade)               | 1            |
| Велика Британія (The Official Charts Company) | 1            |
| US Billboard Hot 100                          | 7            |
| US Billboard Hot Dance Club Play              | 21           |

| Чарт (1997)                      | Позиція |
| -------------------------------- | ------- |
| Australian Singles Chart         | 2       |
| Australian Singles Chart         | 11      |
| Belgian (Flanders) Singles Chart | 2       |
| Belgian (Wallonia) Singles Chart | 2       |
| Canadian RPM Singles Chart       | 67      |
| Dutch Top 40                     | 3       |
| French Singles Chart             | 5       |
| Swiss Singles Chart              | 34      |
| U.S. Billboard Hot 100           | 94      |
| Чарти 1998 року                  | Позиція |
| French Singles Chart             | 33      |
| Swiss Singles Chart              | 19      |

## Сертифікації
| Країна/Територія | Сертифікація  | Дата              | Кількість продаж |
| ---------------- | ------------- | ----------------- | ---------------- |
| Австралія        | 3× Платиновий | 1997              | 210 000          |
| Австрія          | Платиновий    | 13 січня 1998     | 30 000           |
| Франція          | Діамантовий   | 27 листопада 2004 | 750 000          |
| Німеччина        | Платиновий    | 1997              | 500 000          |
| Швеція           | 3× Платиновий | 19 січня 1998     | 60 000           |
| Швейцарія        | Платиновий    | 1997              | 60 000           |
| Велика Британія  | 2× Платиновий | 5 грудня 1997     | 1 200 000        |